# M. L. Stedman
M. L. Stedman (* in Perth) ist eine australische Schriftstellerin.

## Leben und Werk
Stedman studierte Jura und arbeitete anschließend in London als Anwältin. 1997 reiste sie nach Griechenland, wo sie an einem Kurs über kreatives Schreiben teilnahm. Nach ihrer Rückkehr studierte sie an der University of London das Fach Creative Writing.
Sie schrieb mehrere Kurzgeschichten, die in ihrer Wahlheimat London spielen. Drei Geschichten wurden in der Anthologie Desperate Remedies (London 2008) veröffentlicht. Ihr Durchbruch war ihr Debütroman The Light Between Oceans, der 1926 in Australien spielt und 2012 erschien. Er wurde in mindestens 45 Sprachen übersetzt und stand auf der Bestsellerliste der New York Times. Die Verkaufszahl erreichte annähernd 5 Millionen Exemplare.
2016 wurde der Roman unter dem Titel The Light Between Oceans mit Michael Fassbender und Rachel Weisz verfilmt und in Venedig für einen Goldenen Löwen nominiert.

## Werke
- The Light Between Oceans. Scribner, Sydney 2012. ISBN 978-1-45168175-8
  - deutsche Fassung: Das Licht zwischen den Meeren. Übersetzt von Karin Dufner. Blanvalet, München 2014. ISBN 978-3-4423-8400-6

## Auszeichnungen
- Australian Book Industry Awards: Best Newcomer, Book of the Year[1]
- Australian Indie Awards: Best Debut Novel, Book of the Year[4]
- Best Book of the Month bei Amazon (The Light Between Oceans)